# Stenopogon albociliatus
Stenopogon albociliatus är en tvåvingeart som beskrevs av Hermann 1929. Stenopogon albociliatus ingår i släktet Stenopogon och familjen rovflugor. Inga underarter finns listade i Catalogue of Life.